# Liste von Titel- und Erkennungsmelodien aus Funk und Fernsehen (Österreich)
Diese Liste von Titel- und Erkennungsmelodien aus Funk und Fernsehen nennt Titelmelodien, die bei österreichischen Fernseh- und Rundfunksendungen verwendet werden bzw. wurden.

## Radiosendungen
| Radiosendung                          | Ausstrahlung | Gruppe/Komponist             | Titel                                                |
| ------------------------------------- | ------------ | ---------------------------- | ---------------------------------------------------- |
| Ambiente – Von der Kunst des Reisens  | seit 1987    |                              |                                                      |
| Autofahrer unterwegs                  | 1957–1999    | Werner Müller                | Blende auf                                           |
| Das Traummännlein kommt               | 1955–1995    | Norbert Pawlicki             | Das Traummännlein kommt                              |
| Der Guglhupf                          | 1978–2009    | Gerhard Bronner, Peter Wehle | Der Guglhupf                                         |
| Contra – Kabarett und Kleinkunst      |              |                              |                                                      |
| Der Schalldämpfer                     | 1969–1993    | Bert Breit                   | Old Fashioned                                        |
| Diagonal – Radio für Zeitgenoss/innen | seit 1984    |                              |                                                      |
| Die Musicbox                          | 1967–1995    | James Brown                  | Choo-Choo (Locomotion), Ten Years Afters Speed Kills |
| Dschi Dsche-i Wischer Dschunior       | 1979–1982    |                              | Flohwalzer                                           |
| Du holde Kunst                        | sei 1945     |                              |                                                      |
| Evergreen                             |              | Irving Berlin                | Alexander's Ragtime Band                             |
| Gedanken                              |              |                              |                                                      |
| Help – Das Konsumentenmagazin         | seit 1975    |                              |                                                      |
| Klassik-Treffpunkt                    | seit 1992    |                              |                                                      |
| Leute                                 | 1957–1999    | Francoise Hardy              | Comment te dire adieu                                |
| Menschenbilder                        | seit 1995    | Robert Schumann              | bis 2017 Von fremden Ländern und Menschen            |
| Musik zum Träumen                     | 1957–1999    | Floyd Cramer                 | Last Date                                            |
| Ö3-Wecker                             | seit 1968    |                              |                                                      |
| Pasticcio                             | seit 1980    |                              |                                                      |
| Popmuseum                             | seit 1970    | Canned Heat                  | On The Road Again                                    |
| Schlager für Fortgeschrittene         | 1957–1999    | Johann Sebastian Bach        | Wachet auf, ruft uns die Stimme BWV 645              |
| Spielräume                            | seit 1995    |                              |                                                      |

## Fernsehsendungen
| Fernsehsendung                      | Ausstrahlung | Gruppe/Komponist        | Titel                           | Angaben zum Tonträger   |
| ----------------------------------- | ------------ | ----------------------- | ------------------------------- | ----------------------- |
| Auch Spaß muss sein                 | 1978–1989    | Spike Jones             | Holiday for Strings             |                         |
| Das Match                           | 2008         | Mario Lang              | Bring ihn heim                  |                         |
| Die großen 10                       | 1983–1993    | Herbie Hancock          | Just Around The Corner          | Album: Mr. Hands        |
| Kunst-Stücke                        | 1981–2002    | bis 1991: Bob James     | Nautilus                        | Album: One              |
| Liebesg’schichten und Heiratssachen | 1997–        | Johann K.               | Lonely Boy                      |                         |
| Liebesg’schichten und Heiratssachen | 1997–        | Peter Kraus             | Mein Herz für ein Herz zu geben |                         |
| Mitten im 8en                       | 2007         | Mondscheiner            | Mittendrin                      |                         |
| Ohne Maulkorb                       | 1967–1987    | ab 1984: Herbie Hancock | Hardrock                        | Album: Sound-System     |
| Panoptikum                          | 1975–199?    | Dave Brubeck            | Unsquare Dance                  | Album: Time Further Out |
| Quiz in Rot-Weiß-Rot                | 1978–1988    | Weather Report          | Birdland                        |                         |
| Quiz in Rot-Weiß-Rot                | 1978–1988    | Ludwig van Beethoven    | 2. Violinromanze                |                         |
| Taxi Orange                         | 2000–2001    | Ohrrausch               | Siegerstraße                    |                         |
| Trailer                             | 1975–1994    | Moondog                 | Bird's Lament                   |                         |
| Wir sind Kaiser                     | 2007–        | Pierre Degeyter         | Die Internationale              | Geänderter Text         |